# Стефан Границки
Стефан Атанасов Границки е български просветен деец, учител и общественик.

## Биография
Роден е в с. Граница, Кюстендилско. Завършва Кюстендилското педагогическо училище. Завършва гимназия в чешките градове Писек и Прага (тогава в състава на Австро-Унгария), откъдето отива доброволец в Сръбско-турската война с четата на Филип Тотю (1876).
След Освобождението (1878) се завръща в Кюстендил. Взема дейно участие в изграждането на българското управление като секретар (24 март – 9 октомври 1878) на първия градски изборен съвет, а впоследствие – в отварянето на класното мъжко училище, в което става учител.
Народен представител в Учредителното и Първото велико народно събрание през 1879 г. Народен представител в ІХ Народно събрание (1896 – 1899).
Следва математика във Виена и завършва в Йена, Германия (1883). Започва да работи като първостепенен учител в Габровската и Софийската гимназии. От 10 септември 1886 г. до смъртта си е учител в Педагогическото училище в Кюстендил, окръжен училищен инспектор (1899 – 1901), директор на мъжката прогимназия (1907 – 1909) в Кюстендил.